# Automotrici FS E.1 ed E.2
Le automotrici dei gruppi 30 e 32 della Rete Adriatica, successivamente riclassificate nei gruppi E.1 ed E.2 dalle Ferrovie dello Stato, erano elettromotrici a corrente alternata trifase prodotte all'inizio del XX secolo in 10 esemplari ed in uso sulla rete ferroviaria italiana della Valtellina.

## Storia
In conseguenza dell'elettrificazione a corrente alternata trifase delle linee valtellinesi la Società Italiana per le strade ferrate meridionali che ne aveva l'esercizio in quanto parte della Rete Adriatica, ordinò alla società Ganz di Budapest la costruzione di due locomotive e dieci elettromotrici divise in due lotti di cinque unità che presero la numerazione da 301 a 305 (gruppo 30) e da 321 a 325 (gruppo 32).
Nel 1905, in seguito al passaggio alle Ferrovie dello Stato, le automotrici vennero classificate inizialmente nei due gruppi E.01 ÷ 05 ed E.021 ÷ E.025 e, dopo il 1914, rinumerate rispettivamente E.1 ÷ E.5 ed E.21 ÷ E.25.
Furono le uniche serie di elettromotrici che in Italia adottarono il sistema elettrico trifase e rappresentano uno dei primi e pochi esempi di esercizio regolare al mondo con tale sistema. Nelle ferrovie italiane il sistema non venne più ripreso a causa delle complicazioni tipiche dell'alimentazione trifase e, negli anni seguenti, abbandonato a favore di quello a corrente continua.
Il motivo è da ricercare essenzialmente nei problemi determinati dalle limitazioni che la tecnica di allora presentava negli isolamenti dei motori ad alta tensione, che giocoforza risultavano troppo ingombranti e difficili da cablare nell'angusto spazio dei carrelli, e nell'eccessivo ingombro delle apparecchiature di comando che impediva la costruzione di intercomunicanti tra le vetture e sistemi che permettessero il comando multiplo per evitare la manovra nelle stazioni di regresso.
Le due serie di elettromotrici erano sostanzialmente identiche nella parte elettrica e nella parte meccanica. 
Differivano invece nell'allestimento interno: Il gruppo E.1 era allestito in maniera raffinata con un lussuoso salone arredato con poltrone, divani e tavolini per un totale di 24 posti a sedere. Il gruppo E.2 invece era diviso in due compartimenti, rispettivamente di prima classe con 24 posti e di terza classe con 32 posti, separati tra loro da un comparto bagagliaio e posta. Le elettromotrici entrarono in servizio nel 1902 e svolsero un onorevole lavoro, tuttavia non privo di inconvenienti.
Nel 1914 in seguito alla elettrificazione della linea fino a Monza si spinsero fino a Milano, trainate da una locomotiva a vapore nel tratto Milano-Monza. Nel 1923 vennero ritirate dal servizio e, de-motorizzate qualche anno dopo, continuarono ad essere usate come carrozze viaggiatori fino alle soglie degli anni sessanta.

## Caratteristiche tecniche

### Motori
Le elettromotrici E.1 ed E.2 poggiavano su due carrelli a due assi su cui erano montati quattro motori elettrici, uno per asse. Il motore più esterno di ogni carrello era quello primario ed era ad alta tensione, a sei poli e collegato direttamente alla linea di alimentazione elettrica trifase. Il motore interno di ogni carrello era invece a bassa tensione (300 volt), a sei poli, e veniva collegato, alla partenza, e a bassa velocità di marcia,  in cascata al motore primario prendendo l'alimentazione elettrica attraverso le correnti indotte del rotore di quest'ultimo. Nella marcia a velocità superiore (66 km/orari a 15 Hz) invece, rimanevano inseriti solo i motori primari ad alta tensione (della potenza continuativa di 220 kW). A causa di tale sistema, la massa aderente dell'automotrice si riduceva alla metà dato che l'asse interno non collaborava alla trazione.
La regolazione della corrente di avviamento (o "spunto" ) avveniva per mezzo di due reostati  a liquido, uno per coppia di motori.

### Trasmissione
La trasmissione del moto alle ruote avveniva per mezzo di un asse cavo e parallelogramma a biellette. Il sistema molto avanzato per quel tempo aveva il suo punto debole nella necessità di continua lubrificazione delle boccole e delle biellette di trasmissione (allora non era ancora disponibile la gomma) che si usuravano con gran rapidità e questo fu uno dei punti deboli del sistema.

### Captazione della corrente
La captazione della corrente di linea avveniva per mezzo di due trolley a stanga, uno per senso di marcia, con contatto a rulli. Questo sistema ideato dalla Ganz si rivelò fonte di avarie e in seguito venne sostituito da uno di costruzione Brown Boveri con archetti striscianti.